# Crooked Straight
Crooked Straight er en amerikansk stumfilm fra 1919 af Jerome Storm.

## Medvirkende
- Charles Ray som Ben Trimble
- Wade Boteler som Spark Nelson
- Margery Wilson som Vera Owen
- Gordon Mullen som Chick Larrabee
- Otto Hoffman som Lucius Owen